# 다니촌 (오이타현)
다니촌(谷村)은 오이타현 오이타군에 설치되었던 촌이다. 현재의 유후시에 해당한다.